# Famille Poerio
La famille Poerio est une famille italienne célèbre qui a donné plusieurs patriotes au Risorgimento, des hommes politiques, des personnalités religieuses et des poètes.
Elle compte parmi ses membres le poète et patriote Alessandro Poerio ainsi que le ministre Carlo Poerio. Au XIXe siècle, de très nombreuses personnalités du Mezzogiorno ont contracté des liens familiaux avec les Poerio, comme le grand chambellan Emanuele De Nobili, le ministre Giovanni Nicotera ou encore les frères Vittorio Imbriani et Matteo Renato Imbriani.

## Montée en puissance

### Origine normande

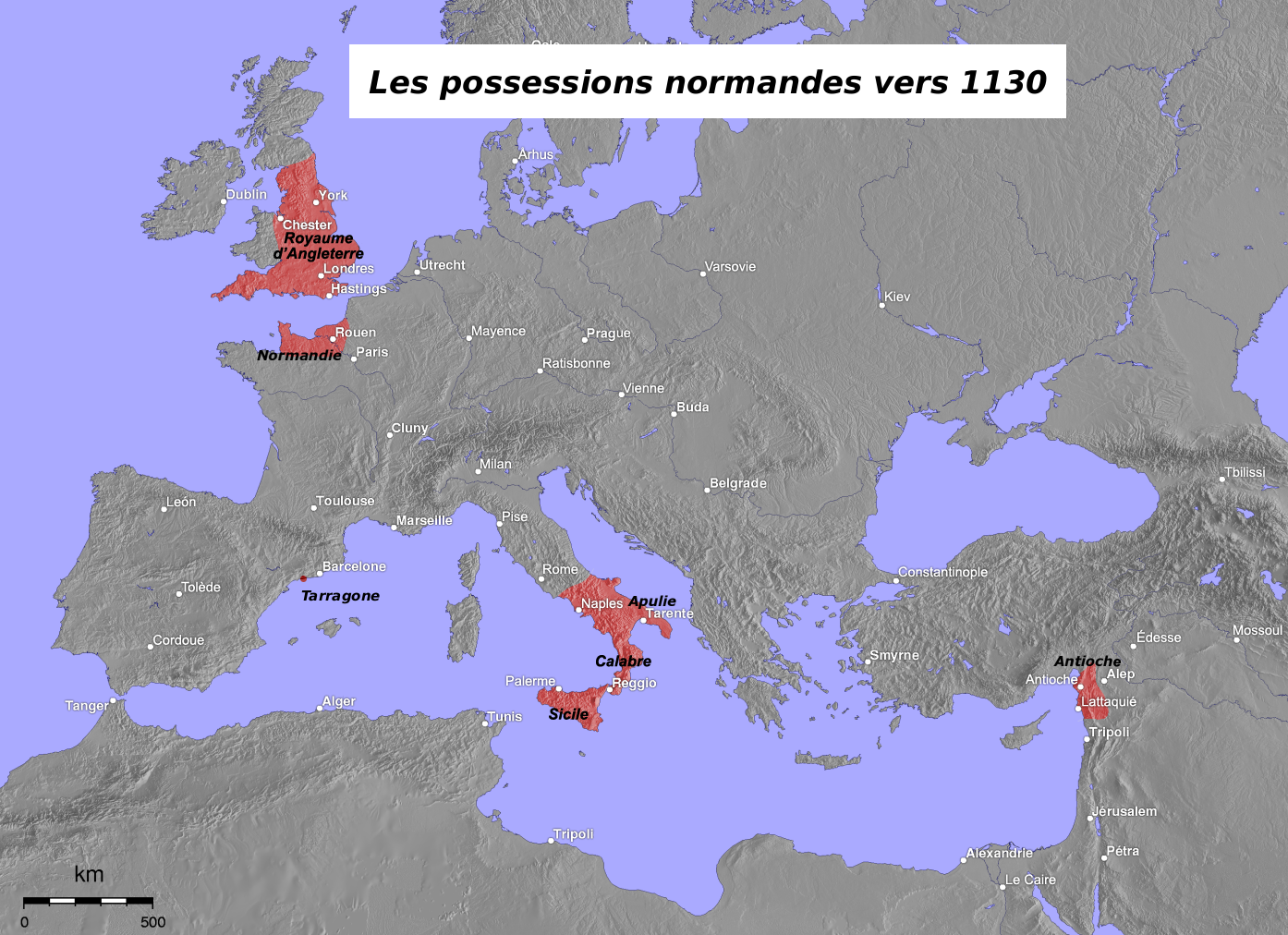
Les Boherio provenant du duché de Normandie s'installent en Apulie puis en Calabre.

La famille Poerio est une famille issue du baronnage italo-normand. C'est-à-dire qu'elle provient de la noblesse française originaire du duché de Normandie qui s'est implantée en Italie méridionale à partir de la première moitié du XIe siècle, lors de la conquête normande de l'Italie du Sud.
D'après le religieux et historien calabrais Giovanni Fiore da Cropani (1622-1683), elle serait anciennement connu sous le nom de Boherio ou Boverio, italianisation du patronyme Beauvoir. Les Beauvoir de Normandie dont descendent les Poerio seraient eux-mêmes une ancienne famille dont la noblesse remonterait à l'époque de l'empereur Charlemagne, mais il est plus probable que l'histoire des Beauvoir soit en réalité une légende inventée a posteriori pour glorifier l'origine des Poerio.
Il est attesté que les Boherio sont arrivés en Italie du Sud aux côtés du seigneur normand Guillaume Bras-de-Fer, membre de la maison de Hauteville, et qu'ils se sont alors installés dans les Pouilles (alors nommée comté d'Apulie), la première région italienne à avoir été conquise par les Normands. Ce n'est qu'à l'époque de la deuxième croisade, un siècle plus tard, que les Poerio sont descendus plus vers le sud et se sont installés en Calabre.

### De San Marco à Taverna

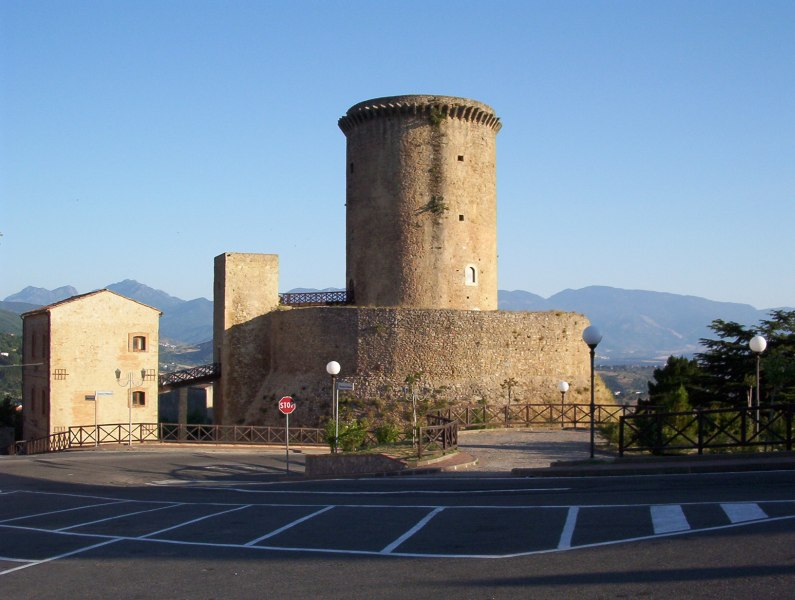
La tour normande de San Marco Argentano.

Aux alentours de l'an 1168, on note un certain Alboisio Boerio comme seigneur de la cité de San Marco Argentano, ville à proximité de Cosenza et qui revêt à l'époque une importance symbolique pour avoir été le repaire du duc normand Robert Guiscard, ancêtre de tous les rois de Sicile, un siècle plus tôt. À l'époque, il fit don de sept de sept de ses vassaux au roi de Sicile pour qu'ils combattent à ses côtés lors des croisades en Terre Sainte, ce qui laisse supposer qu'il devait être un des majeures feudataires du royaume.
Quelques décennies plus tard, un certain Pietro le Normand Poerio, seigneur de San Marco Argentano et donc très probablement fils d'Alboisio Boerio, part s'installer dans la ville de Trischene (future Taverna). Ces descendants directs continuent de vivre à Taverna, tandis que des branches cadettes partent à Cosenza, à Crotone et à Catanzaro qui sont alors et sont toujours les trois villes majeures de la Calabre centrale et septentrionale.
C'est aussi à cette époque que la famille abandonne partiellement le patronyme de Boerio au profit de Poerio. Toutefois, on continue de trouver de très nombreuses formes dérivées comme De Pijeri ou De Poeriis et on retrouve encore la forme de Boerio dans certains cas, bien que rares, jusqu'au début du XVIIe siècle.
Au fil des siècles, la fortune des Poerio de Taverna s'accroît et ils se retrouvent, en 1494, en possession des baronnies de Gazella, de San Marco Argentano, de Pomponiano ainsi que de la commanderie de Ferolesto et du bailliage de la ville de Catanzaro, concédé à Rahone Poerio par le roi de Sicile. On retrouve également une branche, descendante de celle de Taverna, en Corse où elle a continué d'exister pendant quelques siècles sous le nom de Boerie puis de Bovier ou Boyer. On retrouve ainsi un certain chevalier Jean-Thomas Boerie, triumvir du royaume de Corse, puis un Jean-Thomas Bovier, inspecteur général des Finances sous le règne de Charles VIII de France et descendant direct des Poerio calabrais.
La branche de Taverna continuent quant à elle à se faire une place parmi les grandes familles patriciennes de la région. Les branches actuelles et celles de Belcastro descendent toutes de Guglielmo Poerio, patricien de Taverna vivant en 1291. Ce dernier est l'arrière-arrière-grand-père de Nicola Poerio, qui obtint en 1419 le fief de Bardella.
Ce même Nicola Poerio de Bardella est lui-même l'arrière-arrière-grand-père d'Orazio Poerio. Cesare Poerio, neveu d'Orazio car fils de son frère Girolamo.

#### Archevêque Bonaventura Poerio

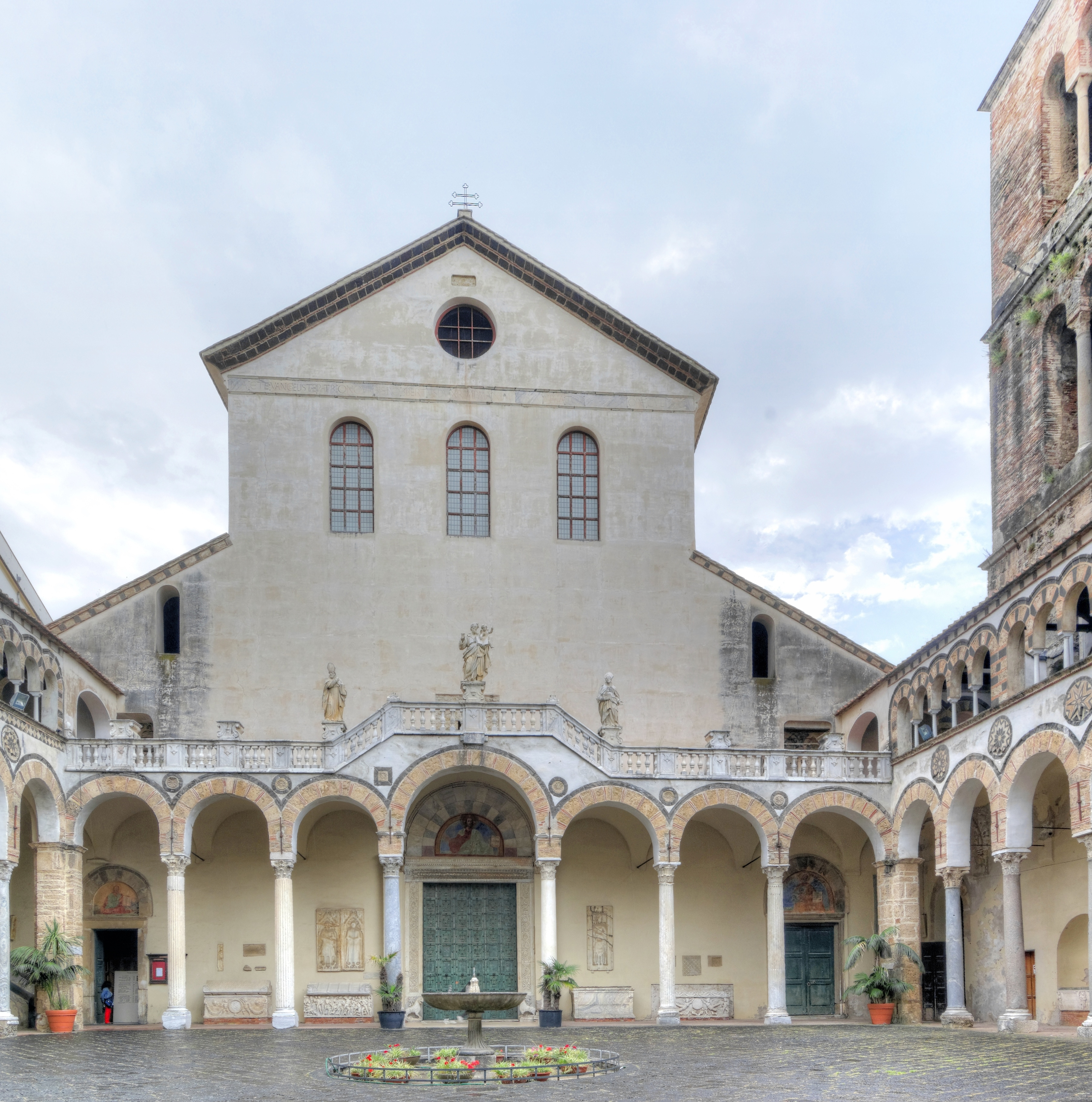
La Cathédrale de Salerne, rénovée par Bonaventura Poerio.

Le chevalier Cesare Poerio a quatre fils dont Carlo (dont le fils Girolamo sera le premier baron de Belcastro et donc le fondateur de cette branche) et Biagio Annibale Poerio. Ce Biagio Annibale naît à Taverna le 3 février 1648. Encore jeune, il entre dans l'Ordre des frères mineurs, couramment appelé les Franciscains, où il change son prénom en Bonaventura Poerio. Après avoir été professeur de philosophie et de théologie dans plusieurs couvents, il est ordonné ministre du culte. Le 28 août 1694, le Pape Innocent XII le nomme Commissaire apostolique auprès des Franciscains,.
En 1697, le roi Charles II d'Espagne le propose au poste d'archevêque de Salerne. Le 11 novembre 1697, le Pape Innocent XII accepte et il est donc nommé archevêque de Salerne pour succéder à Marco de Ostos. Le 17 novembre, le cardinal Sebastiano Antonio Tanara lui donne sa consécration épiscopale et il peut ainsi pleinement assumer ses fonctions dans l'archidiocèse de Salerne,.
Bonaventura Poerio meurt finalement le 18 décembre 1722 après avoir dirigé l'archidiocèse pendant vingt-cinq ans. Il est à l'origine de la reconstruction de la Cathédrale de Salerne,.

#### Généalogie des Poerio de Taverna
- Nicola Poerio, baron de Bardella en 1419 et arrière-arrière-petit-fils de Guglielmo Poerio
  - Pietro Poerio, patricien de Taverna
    - Francesco Poerio, patricien de Taverna
      - Alfonso Poerio, patricien de Taverna
        - Marcello Poerio, patricien de Taverna
        - Orazio Poerio
        - Girolamo Poerio, patricien de Taverna
          - Cesare Poerio
            - Bonaventura Poerio (1648-1722), né Biagio Annibale Poerio, archevêque de Salerne de 1697 à 1722
            - Carlo Poerio, patricien de Taverna
              - Girolamo Poerio, 1er baron de Belcastro, chevalier de l'Ordre de Santiago et ancêtre de la branche de Belcastro

## Poerio de Belcastro

### Généalogie des Poerio de Belcastro
- Girolamo Poerio, 1er baron de Belcastro, chevalier de l'Ordre de Santiago et descendant de la branche de Taverna
  - Carlo Poerio
  - Alfonso Poerio, 2e baron de Belcastro
    - Girolamo Poerio, 3e baron de Belcastro
      - Gaetana Poerio (1756-1820), qui épouse son cousin Carlo Antonio Poerio
      - Alfonso Poerio, 4e baron de Belcastro

  - Giuseppe Poerio
    - Annibale Poerio
      - Carlo Antonio Poerio, qui épouse sa cousine Gaetana Poerio
        - Giuseppe Poerio (1775-1843), 5e baron de Belcastro, patriote libérale qui participa au Risorgimento et dû s'exiler en Toscane puis en France
x Carolina Sossisergio
          - Alessandro Poerio (1802-1848), patriote et poète italien
          - Carlo Poerio (1803-1867), ministre de l'Instruction publique du royaume des Deux-Siciles
          - Carlotta Poerio
x Paolo Emilio Imbriani, sénateur et maire de Naples
            - Vittorio Imbriani (1840-1886), écrivain italien
            - Matteo Renato Imbriani (1843-1901), député et leader du Parti radical historique

        - Leopoldo Poerio (1776-1836), colonel et traducteur
x Giovanna Merida
          - Enrico Poerio, poète et journaliste qui vécut à Malte et à Constantinople

        - Raffaele Poerio (1792-1853), officier de la Légion étrangère française et patriote du Risorgimento
x Maria Teresa De Nobili, fille du Grand Chambellan Emanuele De Nobili, un des hommes les plus riches du royaume de Naples napoléonien
          - Gaetana Poerio
x Giovanni Nicotera (1828-1894), ministre de l'Intérieur du royaume d'Italie

### Membres célèbres
Alessandro Poerio (1802-1848)
Alessandro Poerio est un poète et patriote italien. Il prend part à l'insurrection dans le royaume des Deux-Siciles de 1820, puis combat lors de la bataille de Rieti aux côtés des napolitains contre les Autrichiens. Parti en exil, il revient dans le royaume des Deux-Siciles en 1835. En 1848, il prend part à la défense de la ville de Venise, qui mènera à l'éphémère république de Saint-Marc, aux côtés de Daniele Manin et de Niccolò Tommaseo, mais il est gravement blessé le 27 octobre 1848 lors de combats à Mestre, à proximité de Venise. Transporté dans un hôpital de Venise, les médecins se voient obligés de lui amputer la jambe mais sa situation ne fait que s'aggraver et il meurt quelques jours plus tard.
Carlo Poerio (1803-1867)
Parti en exil avec son frère Alessandro en 1823 pour avoir participé à l'insurrection dans le royaume des Deux-Siciles de 1820, il ne peut revenir à Naples qu'en 1833 et y devient un avocat de renom. Arrêté pour son libéralisme à de multiples reprises, la révolution du Printemps des Peuples à Naples en 1848 fait de lui un des chefs de file du mouvement et il est donc nommé Ministre de l'Instruction du royaume des Deux-Siciles bien qu'il se démet de cette fonction quelques mois plus tard. Après le retour de la monarchie absolue, il est déporté mais parvient à retourner en Italie où il prend part au tout jeune gouvernement du royaume d'Italie en devenant député avant d'être nommé Lieutenant général de l'Italie méridionale par le roi Victor-Emmanuel II.
Les frères Imbriani
Les frères Vittorio et Matteo Renato Imbriani sont les neveux d'Alessandro et Carlo Poerio. Tandis que le premier sera un célèbre écrivain et franc-maçon, secrétaire du Grand Orient d'Italie à Florence, le second combat auprès de Giuseppe Garibaldi en 1860. Leader du Parti radical historique (le premier parti d'extrême-gauche italien), il devient ensuite député pendant dix-huit ans, de 1886 à 1904, pour les villes de Trani et de Corato.

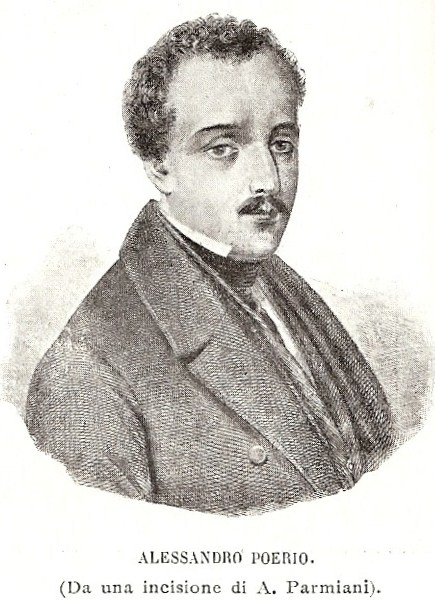
Alessandro Poerio
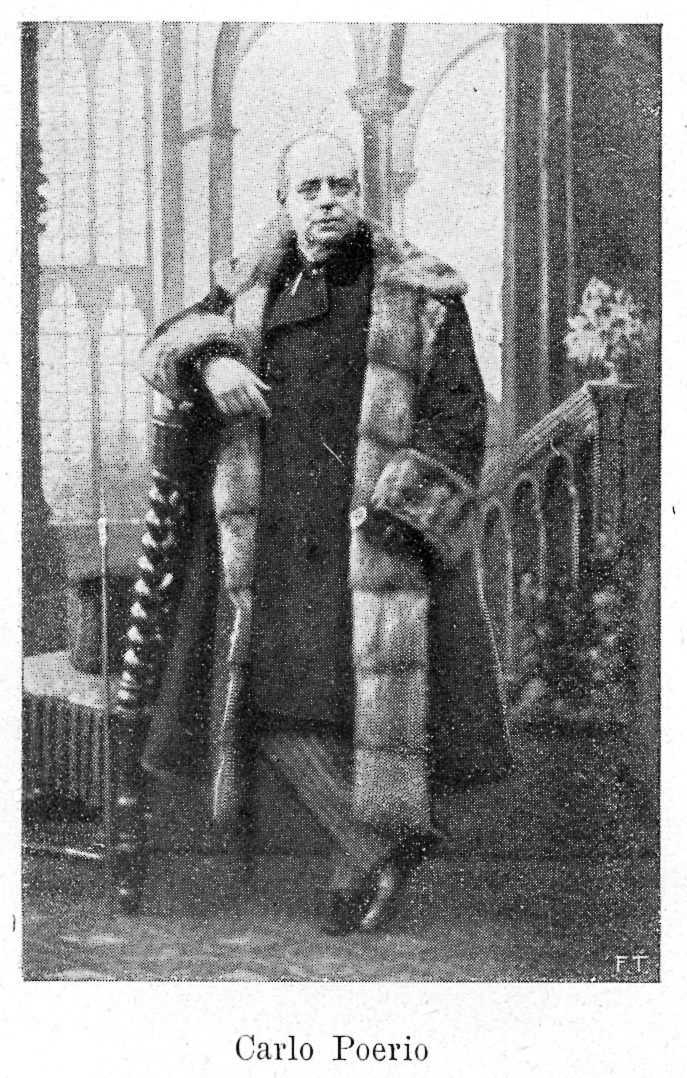
Carlo Poerio
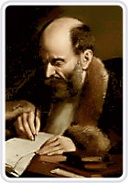
Vittorio Imbriani
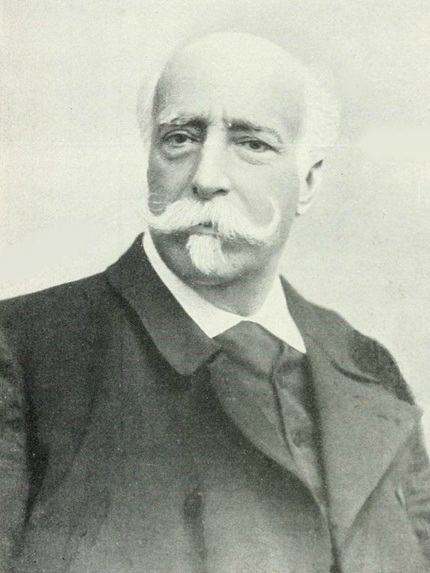
Matteo Renato Imbriani
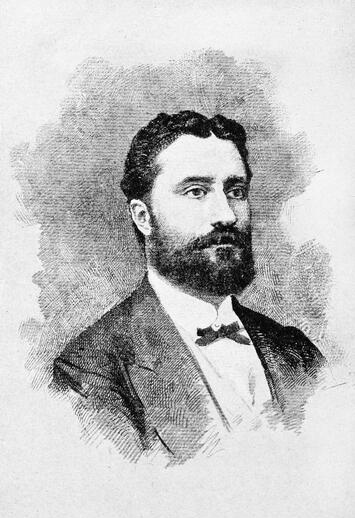
Giovanni Nicotera